# Campeonato Brasileiro de Xadrez
O Campeonato Brasileiro de Xadrez é a principal competição nacional do esporte, realizado pela Confederação Brasileira de Xadrez (CBX) para determinar o campeão de xadrez no país. A primeira edição do campeonato absoluto ocorreu em 1927, tendo como vencedor João de Souza Mendes. O primeiro campeonato brasileiro feminino aconteceu em 1957, vencido por Dora Rúbio. Até 1943, o campeonato absoluto foi disputado no formato de matches eliminatórios. Após 1945, foram realizados torneios. Em 1941, a competição não foi realizada. Em 1991 e 1998 novamente foi realizado pelo sistema de matches eliminatórios, assim como em 2017 e 2019. Entre 1999 e 2004 foi disputado sob o formato de Sistema suíço. Desde 2021 o torneio é realizado nesse formato. De 2005 a 2016 foi realizado no formato de Round robin com 12 jogadores. Não houve campeonato em 2020 por conta da Pandemia de COVID-19.
Os maiores campeões absolutos são quatro enxadristas empatados com sete títulos: João de Souza Mendes Júnior (1927, 1928, 1929, 1930, 1943, 1954, 1958), Jaime Sunye Neto (1976, 1977, 1979, 1980, 1981, 1982, 1983), Rafael Leitão (1996, 1997, 1998, 2004, 2011, 2013, 2014) e Giovanni Vescovi (1999, 2000, 2001, 2006, 2007, 2009, 2010). Quanto aos femininos, a maior campeã é a enxadrista Juliana Terao, com nove conquistas (2012, 2015, 2016, 2017, 2018, 2019, 2022, 2023, 2024).

### Matches eliminatórios (1927-1943)

#### Rio de Janeiro (1927-1940)
Por uma série de treze anos, o campeonato foi realizado na capital nacional da época, Rio de Janeiro, e por apenas um match entre dois jogadores. O primeiro match eliminatório que decidiu o Campeonato Brasileiro foi o match Souza Mendes-Romano, em um match de 5 partidas, onde houve vitória de 3.5-1.5 ao primeiro. João de Souza Mendes defendeu o título contra Walter Oswaldo Cruz, em 1928 e 1929, José Lacerda Guimarães, em 1930. Por motivos desconhecidos, João de Souza Mendes não defendeu o título em 1933, tendo jogado duas partidas registradas contra Thomas Borges, qual terminou num empate. Na ausência do tetracampeão, o carioca Orlando Roças Jr. venceu o match contra o carioca Alberto Gama, num match de quatro partidas, onde terminou 3-1. 
No ano seguinte, João de Souza Mendes desafiou o atual campeão, qual terminou num empate, que favorecia Orlando. O curto reinado de Orlando Roças Jr. sofreria um hiato de uma década, perdendo o match de 1935 contra Thomas Borges. O maior campeão no período, João de Souza Mendes, acabou se abstendo de participar do torneio por um período. Walter Oswaldo Cruz jogou três matches consecutivos com Octavio Trompowsky, em 1938 (4-3, vitória de Oswaldo), 1939 (5.5-2.5, vitória de Trompowsky) e 1940 (5.5-1.5, segunda vitória de Oswaldo). 

#### Hiato e últimos matches eliminatórios (1941-1943)
O título de 1941 talvez seja um dos mais controversos da história do torneio. Em 12 de agosto de 1949, a diretoria da CBX, em reunião onde José Adail Gondim (secretário da CBX), J. C. de Almeida Soares, o ex-campeão Thomas Borges, Lauro Braga e Sabino Ribeiro Jr., concederam o título a Adhemar da Silva Rocha, um jogador carioca. Contudo, é o único título do mesmo, e não há registros de partidas naquela edição, não havendo premiação para 1941 por oito anos.
Em 1942, foi o último ano em que um único match decidiu o campeonato e o primeiro a não ser realizado no Rio de Janeiro, mas em São Paulo. Walter Oswaldo Cruz venceu o paulista Paulo Duarte Filho e conseguiu o tricampeonato. Já em 1943, foi a última edição onde matches eliminatórios decidiram o campeonato. O regulamento era diferente, onde quatro jogadores se dividiam em semifinais, realizadas em Teresópolis e São Paulo, onde decidiam em matches para o match final, em São Paulo. João de Souza Mendes venceu a semifinal em Teresópolis, do fluminense Oswaldo Marques Oliveira e garantiu o quinto título contra Raul Charlier, um paulista. 

### Torneio (1945-1991)

#### Predominância dos medalhões (1945-1959)
Após 1943, o torneio foi realizado até 1991 em uma forma de pontos-corridos, onde os jogadores faziam uma partida contra todos os outros participantes. Os torneios abrangiam participantes de outros estados, antes reduzido apenas aos jogadores da capital, Rio de Janeiro e ocasionalmente São Paulo. Em 1945, o primeiro torneio pós-match eliminatório, foi o primeiro a não acontecer numa capital, realizado em Nova Friburgo, no Rio de Janeiro. O fluminense Orlando Roças Jr. terminou seu hiato de dez anos sem vencer, vencendo a edição invicto. Após a vitória em 1946 do paulista Márcio Elísio de Freitas, Walter Cruz somou dois títulos em 1948 e 1949, sendo o segundo pentacampeão e empatando com João de Souza Mendes. Curiosamente, o título de 1948 foi vencido sobre seu irmão, Oswaldo Cruz Filho, tendo somado 9.5 pontos. José Thiago Mangini, Eduardo German e Flávio Carvalho Jr. venceram as edições subsequentes, com um desempenho baixo dos favoritos. 
A edição de 1953 foi marcada pela disputa entre os dois pentacampeões: Walter Cruz e Souza Mendes. Souza Mendes perdeu sua partida direta com Walter Cruz e tropeçou contra Mangini, o que implicou na vitória de Walter Cruz, se tornando o primeiro hexacampeonato. No ano seguinte, Souza Mendes fez um desempenho de oito vitórias e um empate, empatando na soma de títulos. 
Em 1956, Souza Mendes acabou ficando em último lugar e tendo o pior desempenho de um campeão nacional na história. Por outro lado, José Thiago Mangini garantiu o segundo título nacional. A edição de 1957 contou com a vitória do primeiro nordestino e primeiro pernambucano, Luiz Tavares da Silva. A edição de 1958, que contava com 20 participantes de diferentes estados, foi vencida por Souza Mendes de forma invicta, garantindo o sétimo campeonato. Sua conquista só seria equiparada por Jaime Sunye Neto, em 1983. 

#### Época dos prodígios (1960-1991)
O enxadrista, escritor e campeão cearense Ronald Câmara venceu as edições de 1960 e 1961, disputando poucos campeonatos de xadrez depois disso, mas sempre com maestria. Após a vitória do carioca Olício Gacia, seu irmão, Hélder Câmara, venceu a edição de 1963, se mantendo com apenas uma derrota, contra o pernambucano Eduardo Asfora. 

## Maior número de títulos

### Absoluto
| Enxadrista                    | Total | Edições                                  |
| ----------------------------- | ----- | ---------------------------------------- |
| Souza Mendes                  | 7     | 1927, 1928, 1929, 1930, 1943, 1954, 1958 |
| Jaime Sunye Neto              | 7     | 1976, 1977, 1979, 1980, 1981, 1982, 1983 |
| Rafael Leitão                 | 7     | 1996, 1997, 1998, 2004, 2011, 2013, 2014 |
| Giovanni Vescovi              | 7     | 1999, 2000, 2001, 2006, 2007, 2009, 2010 |
| Walter Cruz                   | 6     | 1938, 1940, 1942, 1948, 1949, 1953       |
| Gilberto Milos                | 6     | 1984, 1985, 1986, 1989, 1994, 1995       |
| Alexandr Fier                 | 5     | 2005, 2017, 2019, 2022, 2024             |
| Orlando Roças Junior          | 3     | 1933, 1934, 1945                         |
| Herman Claudius Van Riemsdijk | 3     | 1970, 1973, 1988                         |
| Darcy Lima                    | 3     | 1992, 2002, 2003                         |
| José Thiago Mangini           | 2     | 1950, 1956                               |
| Eugênio German                | 2     | 1951,1972                                |
| Olicio Gadia                  | 2     | 1959, 1962                               |
| Ronald Câmara                 | 2     | 1960, 1961                               |
| Hélder Câmara                 | 2     | 1963, 1968                               |
| Antônio Rocha                 | 2     | 1964, 1969                               |
| Henrique Mecking              | 2     | 1965, 1967                               |
| José Pinto Paiva              | 2     | 1966, 1971                               |
| Alexandru Segal               | 2     | 1974, 1978                               |
| Carlos Gouveia                | 2     | 1975, 1987                               |
| Everaldo Matsuura             | 2     | 1991, 2016                               |
| Krikor Mekhitarian            | 2     | 2012, 2015                               |
| Luis Paulo Supi               | 2     | 2021, 2023                               |
| Thomas Borges                 | 1     | 1935                                     |
| Octavio Trompowsky            | 1     | 1939                                     |
| Adhemar Rocha                 | 1     | 1941                                     |
| Márcio Elísio de Freitas      | 1     | 1947                                     |
| Flávio Carvalho Jr.           | 1     | 1952                                     |
| Luis Tavares                  | 1     | 1957                                     |
| Márcio Miranda                | 1     | 1974                                     |
| Marcos Paolozzi               | 1     | 1983                                     |
| Roberto Watanabe              | 1     | 1990                                     |
| Luiz Claudio Strike           | 1     | 1992                                     |
| Aron Correa                   | 1     | 1993                                     |
| André Diamant                 | 1     | 2008                                     |
| Roberto Junior Brito Molina   | 1     | 2018                                     |

### Feminino
| Enxadrista                 | Total | Edições                                              |
| -------------------------- | ----- | ---------------------------------------------------- |
| Juliana Terao              | 9     | 2012, 2015, 2016, 2017, 2018, 2019, 2022, 2023, 2024 |
| Regina Ribeiro             | 8     | 1982, 1984, 1985, 1987, 1990, 1992, 2003, 2006       |
| Ruth Vokl Cardoso          | 7     | 1963, 1965, 1966, 1967, 1968, 1972, 1977             |
| Tatiana Ratcu              | 5     | 1994, 1995, 1996, 1997, 2001                         |
| Dora Rúbio                 | 4     | 1957, 1960, 1961, 1962                               |
| Jussara Chaves             | 4     | 1976, 1981, 1982, 1989                               |
| Joara Chaves               | 4     | 1991, 1998, 2002, 2008                               |
| Vanessa Feliciano          | 4     | 2009, 2010, 2013, 2014                               |
| Lígia Carvalho             | 3     | 1978, 1979, 1980                                     |
| Taya Efremoff              | 2     | 1958, 1959                                           |
| Ivone Moysés               | 2     | 1969, 1973                                           |
| Maria Cristina de Oliveira | 2     | 1975, 1986                                           |
| Palas Atena Veloso         | 2     | 1988, 1993                                           |
| Suzana Chang               | 2     | 2004, 2007                                           |
| Ligia Imam Alvim           | 1     | 1971                                                 |
| Paula Fernanda Delai       | 1     | 1999                                                 |
| Tatiana Peres Duarte       | 1     | 2005                                                 |
| Artêmis Cruz               | 1     | 2011                                                 |
| Julia Alboredo             | 1     | 2021                                                 |

## Lista de vencedores e vencedoras
| Edição | Ano  | Cidade                | Campeão                           |
| ------ | ---- | --------------------- | --------------------------------- |
| 1      | 1927 | Rio de Janeiro        | Souza Mendes                      |
| 2      | 1928 | Rio de Janeiro        | Souza Mendes                      |
| 3      | 1929 | Rio de Janeiro        | Souza Mendes                      |
| 4      | 1930 | Rio de Janeiro        | Souza Mendes                      |
| 5      | 1933 | Rio de Janeiro        | Orlando Roças Júnior              |
| 6      | 1934 | Rio de Janeiro        | Orlando Roças Júnior              |
| 7      | 1935 | Rio de Janeiro        | Thomaz Borges                     |
| 8      | 1938 | Rio de Janeiro        | Walter Cruz                       |
| 9      | 1939 | Rio de Janeiro        | Octavio Trompowsky                |
| 10     | 1940 | Rio de Janeiro        | Walter Cruz                       |
| 11     | 1941 | reconhecido em 1949   | Adhemar Rocha                     |
| 12     | 1942 | São Paulo             | Walter Cruz                       |
| 13     | 1943 | São Paulo             | Souza Mendes                      |
| 14     | 1945 | Nova Friburgo         | Orlando Roças Júnior              |
| 15     | 1947 | Porto Alegre          | Márcio Elísio de Freitas          |
| 16     | 1948 | Rio de Janeiro        | Walter Cruz                       |
| 17     | 1949 | Rio de Janeiro        | Walter Cruz                       |
| 18     | 1950 | Rio de Janeiro        | José Thiago Mangini               |
| 19     | 1951 | Fortaleza             | Eugênio German                    |
| 20     | 1952 | São Paulo             | Flávio Carvalho Jr.               |
| 21     | 1953 | Rio de Janeiro        | Walter Cruz                       |
| 22     | 1954 | São Paulo             | Souza Mendes                      |
| 23     | 1956 | Rio de Janeiro        | José Thiago Mangini               |
| 24     | 1957 | Rio de Janeiro        | Luís Tavares                      |
| 25     | 1958 | Rio de Janeiro        | Souza Mendes                      |
| 26     | 1959 | São Paulo             | Olício Gadia                      |
| 27     | 1960 | Fortaleza             | Ronald Câmara                     |
| 28     | 1961 | Vitoria               | Ronald Câmara                     |
| 29     | 1962 | Campinas              | Olício Gadia                      |
| 30     | 1963 | Recife                | Hélder Câmara                     |
| 31     | 1964 | Brasília              | Antônio Rocha                     |
| 32     | 1965 | Rio de Janeiro        | Henrique Mecking                  |
| 33     | 1966 | Belo Horizonte        | José Pinto Paiva                  |
| 34     | 1967 | São Paulo             | Henrique Mecking                  |
| 35     | 1968 | São Bernardo do Campo | Hélder Câmara                     |
| 36     | 1969 | São Paulo             | Antônio Rocha                     |
| 37     | 1970 | Recife                | Herman Claudius van Riemsdijk     |
| 38     | 1971 | Fortaleza             | José Pinto Paiva                  |
| 39     | 1972 | Blumenau              | Eugênio German                    |
| 40     | 1973 | Salvador              | Herman Claudius van Riemsdijk     |
| 41     | 1974 | Rio de Janeiro        | Márcio Miranda, Alexandru Segal   |
| 42     | 1975 | Caxias do Sul         | Carlos Gouveia                    |
| 43     | 1976 | João Pessoa           | Jaime Sunye Neto                  |
| 44     | 1977 | Curitiba              | Jaime Sunye Neto                  |
| 45     | 1978 | Natal                 | Alexandru Segal                   |
| 46     | 1979 | Fortaleza             | Jaime Sunye Neto                  |
| 47     | 1980 | Nova Friburgo         | Jaime Sunye Neto                  |
| 48     | 1981 | São Luís              | Jaime Sunye Neto                  |
| 49     | 1982 | Brasília              | Jaime Sunye Neto                  |
| 50     | 1983 | São Paulo             | Jaime Sunye Neto, Marcos Paolozzi |
| 51     | 1984 | Cabo Frio             | Gilberto Milos                    |
| 52     | 1985 | Brasília              | Gilberto Milos                    |
| 53     | 1986 | Garanhuns             | Gilberto Milos                    |
| 54     | 1987 | Canela                | Carlos Gouveia                    |
| 55     | 1988 | São Paulo             | Herman Claudius van Riemsdijk     |
| 56     | 1989 | Fortaleza             | Gilberto Milos                    |
| 57     | 1990 | Porto Alegre          | Roberto Watanabe                  |
| 58     | 1991 | Bebedouro             | Everaldo Matsuura                 |
| 59     | 1992 | Curitiba              | Darcy Lima                        |
| 60     | 1993 | Brasília              | Aron Correa                       |
| 61     | 1994 | Americana             | Gilberto Milos                    |
| 62     | 1995 | Brasília              | Gilberto Milos                    |
| 63     | 1996 | Americana             | Rafael Leitão                     |
| 64     | 1997 | Rio de Janeiro        | Rafael Leitão                     |
| 65     | 1998 | Itabirito             | Rafael Leitão                     |
| 66     | 1999 | Brasília              | Giovanni Vescovi                  |
| 67     | 2000 | Teresina              | Giovanni Vescovi                  |
| 68     | 2001 | São Paulo             | Giovanni Vescovi                  |
| 69     | 2002 | Brasília              | Darcy Lima                        |
| 70     | 2003 | Miguel Pereira        | Darcy Lima                        |
| 71     | 2004 | São José do Rio Preto | Rafael Leitão                     |
| 72     | 2005 | Guarulhos             | Alexandr Fier                     |
| 73     | 2006 | Guarulhos             | Giovanni Vescovi                  |
| 74     | 2007 | Rio de Janeiro        | Giovanni Vescovi                  |
| 75     | 2008 | Porto Alegre          | André Diamant                     |
| 76     | 2009 | Americana             | Giovanni Vescovi                  |
| 77     | 2010 | Americana             | Giovanni Vescovi                  |
| 78     | 2011 | Campinas              | Rafael Leitão                     |
| 79     | 2012 | Montenegro            | Krikor Mekhitarian                |
| 80     | 2013 | João Pessoa           | Rafael Leitão                     |
| 81     | 2014 | João Pessoa           | Rafael Leitão                     |
| 82     | 2015 | Rio de Janeiro        | Krikor Mekhitarian                |
| 83     | 2016 | Rio de Janeiro        | Everaldo Matsuura                 |
| 84     | 2017 | Rio de Janeiro        | Alexandr Fier                     |
| 85     | 2018 | Natal                 | Roberto Junior Brito Molina       |
| 86     | 2019 | Natal                 | Alexandr Fier                     |
| 87     | 2021 | Cuiabá                | Luis Paulo Supi                   |
| 88     | 2022 | Recife                | Alexandr Fier                     |
| 89     | 2023 | Cuiabá                | Luis Paulo Supi                   |
| 90     | 2024 | Natal                 | Alexandr Fier                     |

| Edição | Ano  | Cidade                | Campeã                          |
| ------ | ---- | --------------------- | ------------------------------- |
| 1      | 1957 | São Paulo             | Dora Rúbio                      |
| 2      | 1958 | São Paulo             | Taya Efremoff                   |
| 3      | 1959 | Rio de Janeiro        | Taya Efremoff                   |
| 4      | 1960 | Brusque               | Dora Rúbio                      |
| 5      | 1961 | Rio de Janeiro        | Dora Rúbio                      |
| 6      | 1962 | Araraquara            | Dora Rúbio                      |
| 7      | 1963 | Rio de Janeiro        | Ruth Vokl Cardoso               |
| 8      | 1965 | Rio de Janeiro        | Ruth Vokl Cardoso               |
| 9      | 1966 | Belo Horizonte        | Ruth Vokl Cardoso               |
| 10     | 1967 | São Paulo             | Ruth Vokl Cardoso               |
| 11     | 1968 | São Bernardo do Campo | Ruth Vokl Cardoso               |
| 12     | 1969 | Rio de Janeiro        | Ivone Moysés                    |
| 13     | 1971 | São Paulo             | Ligia Imam Alvim                |
| 14     | 1972 | Blumenau              | Ruth Vokl Cardoso               |
| 15     | 1973 | Guarapari             | Ivone Moysés                    |
| 16     | 1975 | Rio de Janeiro        | Maria Cristina de Oliveira      |
| 17     | 1976 | São Paulo             | Jussara Chaves                  |
| 18     | 1977 | Brasília              | Ruth Vokl Cardoso               |
| 19     | 1978 | Brasília              | Lígia Carvalho                  |
| 20     | 1979 | Mogi Guaçu            | Lígia Carvalho                  |
| 21     | 1980 | Laguna                | Lígia Carvalho                  |
| 22     | 1981 | Laguna                | Jussara Chaves                  |
| 23     | 1982 | Mogi Guaçu            | Jussara Chaves e Regina Ribeiro |
| 24     | 1984 | Peabiru               | Regina Ribeiro                  |
| 25     | 1985 | Guarapari             | Regina Ribeiro                  |
| 26     | 1986 | Garanhuns             | Maria Cristina de Oliveira      |
| 27     | 1987 | Canela                | Regina Ribeiro                  |
| 28     | 1988 | Caiobá                | Palas Atena Veloso              |
| 29     | 1989 | Maringá               | Jussara Chaves                  |
| 30     | 1990 | Rio de Janeiro        | Regina Ribeiro                  |
| 31     | 1991 | Blumenau              | Joara Chaves                    |
| 32     | 1992 | São Sebastião         | Regina Ribeiro                  |
| 33     | 1993 | Brasília              | Palas Atena Veloso              |
| 34     | 1994 | Brasília              | Tatiana Ratcu                   |
| 35     | 1995 | Brasília              | Tatiana Ratcu                   |
| 36     | 1996 | Florianópolis         | Tatiana Ratcu                   |
| 37     | 1997 | Itapirubá             | Tatiana Ratcu                   |
| 38     | 1998 | São Paulo             | Joara Chaves                    |
| 39     | 1999 | Altinópolis           | Paula Fernanda Delai            |
| 40     | 2000 | Batatais              | Tatiana Ratcu                   |
| 41     | 2001 | Bariri                | Tatiana Peres Duarte            |
| 42     | 2002 | Batatais              | Joara Chaves                    |
| 43     | 2003 | Miguel Pereira        | Regina Ribeiro                  |
| 44     | 2004 | Curitiba              | Suzana Chang                    |
| 45     | 2005 | Jundiaí               | Tatiana Peres Duarte            |
| 46     | 2006 | São Paulo             | Regina Ribeiro                  |
| 47     | 2007 | Americana             | Suzana Chang                    |
| 48     | 2008 | Novo Hamburgo         | Joara Chaves                    |
| 49     | 2009 | Capão da Canoa        | Vanessa Feliciano               |
| 50     | 2010 | Catanduva             | Vanessa Feliciano               |
| 51     | 2011 | Balneário Camboriú    | Artêmis Cruz                    |
| 52     | 2012 | São José do Rio Preto | Juliana Terao                   |
| 53     | 2013 | São José do Rio Preto | Vanessa Feliciano               |
| 54     | 2014 | Blumenau              | Vanessa Feliciano               |
| 55     | 2015 | São Paulo             | Juliana Terao                   |
| 56     | 2016 | Rio de Janeiro        | Juliana Terao                   |
| 57     | 2017 | Rio de Janeiro        | Juliana Terao                   |
| 58     | 2018 | Rio de Janeiro        | Juliana Terao                   |
| 59     | 2019 | Rio de Janeiro        | Juliana Terao                   |
| 60     | 2021 | Cuiabá                | Julia Alboredo                  |
| 61     | 2022 | Recife                | Juliana Terao                   |
| 62     | 2023 | Timbó                 | Juliana Terao                   |
| 63     | 2024 | Timbó                 | Juliana Terao                   |

## Campeonato Brasileiro de xadrez por correspondência
O Clube de Xadrez Epistolar Brasileiro (CXEB) fundado em 1969, organiza torneios desta modalidade.
Henrique Pereira Maia Vinagre sagrou-se o primeiro campeão brasileiro de xadrez por correspondência, em competição realizada entre 1971 e 1973.
Recordamos os nomes de todos os campeões:
I. Henrique Pereira Maia Vinagre (1971-1973)
II.  Adaucto Wanderley da Nobrega (1975-1976)
III.  Antonio Pacini (1979-1980)
IV.  Gilberto Fraga Portilho (1982-1984)
V.  Orlando Alcantara Soares (1985-1988)
VI. Marco Hazin Asfora (1988-1990)  
VII.  Antonio Galvao Barata (1990-1992)  
VIII.  Antonio Domingos Tavares (1992-1994)  
IX.  Gilson Luis Chrestani (1994-1996)  
X.  Zelio Barnardino (1996-1998)  
XI.  Carlos Evanir Costa (1998-2000)  
XII.  Zelio Bernardino (2000-2002)  
XIII.  Joao Carlos de Oliveira (2002-2003)  
XIV.  Airton Ferreira de Souza (2004-2005)  
XV.  Ercio Perocco Junior (2005-2006)  
XVI.  Marcio Barbosa de Oliveira (2006-2008)  
XVII.  Rodrigo Veloso Fargnoli (2006-2008)  
XVIII.  Natalino Constancio Ferreira (2008-2011)  
XIX-A. Jose Arnaldo de Bello Vieira (2006-2007)  
XIX-B.  Milton Goncalves Sanchez (2006-2007)  
XX.  Fabio Bidart Piccoli (2009-2012)  
XXI.  Marcos Antonio dos Santos (2008-2010)  
XXII.  Marcos Antonio dos Santos (2012-2013)  
XXIII.  Marcos Antonio dos Santos  (2012-2014)  
XXIV. Alfredo Dutra  (2013-2015)  
XXV.  Denis Moreira Leite (2015-2016)  
XXVI.  Richard Fuzishawa (2018-2019)  
XXVII.  Milton Goncalves Sanchez (2019-2020)  
XXVIII. Leonardo Simal Moreira (2022-2023)  